# Sydney 2000
Sydney 2000 är det officiella datorspelet för olympiska sommarspelen 2000 i Sydney, Australien. Det utvecklades av ATD och utgavs av Eidos, och utkom till Windows, Playstation och Dreamcast. Med totalt 32 länder och 12 grenar, följde det Olympic Summer Games: Atlanta '96.
Med goda försäljningssiffror och främst positiv kritik, tilldelades det BAFTA:s utmärkelse för Årets sportspel.

## Grenar
- 100 meter
- 110 meter häck
- Spjutkastning (damer)
- Släggkastning
- Trestegshopp
- Höjdhopp (damer)
- Lerduveskytte
- Tyngdlyftning
- 100 meters fristilssimning (damer)
- 10 meter trampolin (damer)
- Bancykling
- Kajak K1-slalom

## Gameplay
Största skillnaden är de olympiska tävlingarna, där man inte kan börja direkt utan måste kvalificera sig först.

### Fotnoter
1. ↑  ”Sydney 2000” (på engelska). Mobygames. 13 mars 2000. http://www.mobygames.com/game/sydney-2000. Läst 15 april 2018.